# بوب ماركيز
بوب ماركيز (بالإنجليزية: Bob Marquis)‏ هو لاعب كرة قاعدة أمريكي، ولد في 23 ديسمبر 1924 في أوكلاهوما سيتي في الولايات المتحدة، وتوفي في 28 ديسمبر 2007 في بومونت في الولايات المتحدة.

## وصلات خارجية
- بوب ماركيز على موقعبيزبول رفرنس.كوم (الدوري الرئيسي) (الإنجليزية)